# Polycheria intermedia
Polycheria intermedia is een vlokreeftensoort uit de familie van de Dexaminidae. De wetenschappelijke naam van de soort is voor het eerst geldig gepubliceerd in 1947 door Stephensen.